# UHA (format de fichier)
Pour les articles homonymes, voir UHA.
Le format UHA est un format de fichier de compression, utilisé par l'archiveur UHarc.
Il offre des taux de compression nettement supérieurs à ceux des formats ZIP, RAR et ACE, au détriment du temps nécessaire pour la compression et la décompression des archives.